# Аскос
Аскос, аск (др.-греч. ἀσκός) — древнегреческий плоский сосуд округлой формы с ручкой на носике. Аскосы изготавливались из глины и украшались фигурной росписью как вазы. Аскосы применялись для хранения масел и заправки масляных ламп. Существуют формы аскосов с двумя носиками.
В коллекции ГМИИ имени А. С. Пушкина имеется краснофигурный аск, происходящий из Апулии, датируемый третьей четвертью IV века до н. э., относящийся к группе асков из Триеста. Аск с туловом округлым снизу и сужающимся кверху. У сосуда два выступа, один с горизонтальной ручкой, другой завершается горлом в виде воронки с венчиком. Ножка аска с широким основанием, на котором выступает кольцеобразный ободок. На тулове изображён Эрос в полёте, он держит в руках гирлянду розеток. Его голова повязана крупными бусами белого цвета, руки и ноги также украшены нитями бус, на груди перевязь. Фигура Эроса обрамлена стеблями вьющегося растения, цветами и листьями. В росписи использованы жёлтая и белая краски. Под ручкой — изображение пальметты в форме веера в окружении полупальметт и завитков. Шейка аска декорирована полосой из ов, под которой два ряда из белых точек, основание тулова — орнаментом, изображающим волну. Живописцы группы асков из Триеста украшали тарелки и вазы небольших размеров. Фигура Эрота в различных позах, обрамлённого растительным орнаментом, — излюбленный мотив вазописцев группы асков из Триеста.